# 昇天 Part.1
「昇天 Part.1」（原題:Duane Barry）は『X-ファイル』のシーズン2第5話で、1994年10月14日にFOXが初めて放送した。なお、本エピソードは「ミソロジー」に属するエピソードである。

## スタッフ
- 監督・脚本:クリス・カーター

## キャスト

### レギュラー
- デイヴィッド・ドゥカヴニー - フォックス・モルダー特別捜査官
- ジリアン・アンダーソン - ダナ・スカリー特別捜査官

### ゲスト
- スティーヴ・レイルズバック - デュエイン・ベリー
- CCH・パウンダー - ルーシー・カジン捜査官
- ニコラス・リー - アレックス・クライチェック捜査官
- フランク・C・ターナー - ハッキー医師
- スティーヴン・E・ミラー - 指揮官
- フレッド・ヘンダーソン - リック捜査官
- バーバラ・ポラード - グウェン
- サラ・ストレンジ - キンバリー

## ストーリー
1985年のバージニア州プラスキ郡、デュエイン・ベリーがエイリアンに誘拐された。それから8年後、ベリーは精神に異常をきたし暴力的になっていたが、治療を受けることを拒否し、「エイリアンが自分を連れ戻しにやってくる。」と騒いでいた。突然、ベリーは警備員に襲い掛かり、銃を奪い取った。精神科医のハッキーを人質に取ったベリーは病院から脱走した。自分の代わりにハッキーをエイリアンに差し出すため、ベリーはかつて自分がエイリアンに誘拐された現場に戻ろうとしていた。ところが、ベリーは自分がどこで誘拐されたのかを思い出せず混乱し、リッチモンドの旅行代理店に押し入って、3人の職員を人質にして立てこもった。
モルダーとクライチェックはカジン捜査官に呼ばれてベリーの立てこもり事件に当たることになった。ベリーは「自分はエイリアンに誘拐されたことがある」と主張していたので、X-ファイル課の案件とみなされたためである。モルダーはスカリーにベリーの経歴を調べてくれるようにと頼んだ。モルダーはベリーと平和的な人質解放に向けて交渉を始める。その中で、モルダーはベリーがFBI捜査官として勤務していたことを知った。交渉中、代理店で停電が起きた。恐怖のあまりにベリーは銃を発射し、人質の一人に当たってしまった。モルダーは護衛とともに代理店内に入り、自分の身柄と引き換えに負傷した人質を解放してくれるように頼んだ。ベリーはその求めに応じた。
現場に到着したスカリーはベリーが1982年に頭部を銃で撃たれて前頭葉を損傷した事実を伝えた。スカリーは「そのときの傷が原因で、ベリーは精神病を患ったのではないか」と推測した。ベリーはモルダーに「エイリアンは俺を実験台にし、歯に穴をあけた。そのときに、追跡用の装置を埋め込まれたんだ」と訴えてきた。カジン捜査官の命令に反して、モルダーはベリーを信用し、ベリーに残り2人の人質を解放させようと説得を続けた。しかし、モルダーが「あなたは嘘をついているのか」と質問すると、ベリーは激高した。モルダーは巧みにベリーを正面のドアに誘導し、十分近づいたところで、狙撃手がベリーを撃った。
翌日、モルダーは入院中のベリーを訪問した。そこにカジン捜査官が現われ、ベリーの体から謎のインプラントが発見されたとモルダーに伝えた。モルダーはスカリーにインプラントの分析を依頼した。スカリーは弾道学の専門家とともにインプラントを調べると、バーコードらしきものが書き込まれているのを見つけた。スーパーマーケットで、スカリーはそのバーコードを読み取り機にかけたところ、機械は奇妙な数列を映し出したまま、動かなくなってしまった。自宅で、スカリーはモルダーに「バリーはインプラントによって何かに分類されているようだ」とのボイスメールを残した。突然、病院を脱走してきたベリーがスカリーの自宅に乗り込み、彼女を誘拐してしまう。

## 製作
当初、本エピソードは1話で完結する「ミソロジー」のエピソードになる予定だった。しかし、スカリーを演じるジリアン・アンダーソンが妊娠し、出産まで撮影に参加することができないことが判明した。スカリーが本編にいないことの辻褄を合わせるため、製作スタッフは「昇天 Part.2」・「昇天 Part.3」を含めた3話構成で脚本を執筆すると決めた。
カーターはフィネアス・ゲージから本エピソードの着想を得た。エイリアンがドリルで被験者の歯に穴を開けるという発想は、カーターの隣人にヒントを得たものである。その隣人はエイリアンに誘拐されたことがあり、UFOの中で歯に穴をあけられたと常日頃から主張していた。
冒頭に出てくるエイリアンは子役が演じたものである。カーターは「レイルズバックが演じたデュエイン・ベリーは特に印象に残っている。僕としては、デュエイン・ベリーを演じる俳優にビッグネームを起用するのは抵抗があった。ベリーではなく演じている俳優の方に注意が向いてしまうからね。そうなると、物語の現実味が乏しくなる。でも、ベリーを演じたいと言ってきた俳優の中には中堅や大物がいたんだ。」最初の脚本では、デュエイン・ベリーはデュエイン・ガリーという名前になっていた。しかし、FBIに同名の人物が勤務していることが判明し、変更せざるを得なくなった。カーターはベリーという名前が気に入らなかったが、時を経るにしたがって慣れてしまったという。
本エピソードはクリス・カーターの監督デビュー作品であった。そのため、デヴィッド・ナッターがカーターを補佐していた。監督をやるにあたって、カーターはセットのデザインよりも俳優の演技に注目することで、物語に対するいつもとは違った見方をしようとしたという。カーターは「監督をやったことで、プロデューサや脚本家にとって当たり前だったことの新しい側面を見ることができた。」とも語っている。

### 撮影
デュエイン・ベリーがエイリアンに誘拐されるシーンを撮影していたとき、偶然にもフィルムが擦り切れた。その結果、何とも気味の悪い映像を撮影することができた。カーターは出来栄えに満足し、「自分が『X-ファイル』を通して視聴者に見せたいものを見せることができた。」と述べている。視覚効果のスタッフはベリーの誘拐シーンの撮影中、巨大な照明でセットを照らし続けた。

## 評価
1994年10月14日、FOXは本エピソードを初めてアメリカで放映し、1390万人の視聴者（850万世帯）を獲得した。また、クリス・カーターとCCH・パウンダーがエミー賞にノミネートされた。
本エピソードは批評家から高い評価を受けた。『USAトゥデイ』はデュエイン・ベリーを演じたスティーヴ・レイルズバックに称賛を送っている。『サンホセ・マーキュリー・ニュース』もレイルズバックの演技を「『X-ファイル』シリーズにおける最高の演技」と絶賛している。『A.V.クラブ』のザック・ハンドルンは「『昇天 Part.1』はX-ファイルにとって不可欠なエピソードだ。」「レイルズバックの演技を見た者は、その演技を忘れることはできまい。それほど気迫にあふれる演技だった。キャリア最高の演技であるのは間違いない。」「レイルズバックはデュエイン・ベリーの狂気とうさん臭さを同時に体現した。」と述べている。ロバート・シャーマンとラース・ピアソンはその著書『Wanting to Believe: A Critical Guide to The X-Files, Millennium & The Lone Gunmen』で本エピソードに5つ星評価で5つ星満点を与え、「クリス・カーターのキャリアベスト作品だ。」「カーターの演出と脚本はしっかりとしたもので、情熱を感じる。」「今まで『X-ファイル』シリーズを見たことがなかった人でも容易に入り込めるほど明快な内容だ。」と述べている。 
本エピソードは製作スタッフ及び出演した俳優からも高い評価を得た。プロデューサーのジョセフ・パトリック・フィンはカーターの演出を高く評価して、「カーターが初めてメガホンをとるというので、我々はかなり緊張していた。しかし、我々の心配は無用だった。優れた脚本、高い演技力を持った俳優たちの存在もあって、カーターの初監督は大成功を収めた。特に、子役がエイリアンを演じたラストシーンは魅力的だ。」と述べている。モルダー捜査官を演じるデヴィッド・ドゥカヴニーはカーターの演出に関して「クリスは細部に至るまで念入りに準備していた。彼は几帳面な人間なんだよ。監督第1作目から素晴らしい作品を作り上げたんだ。」と述べている。カーター自身は「お気に入りのエピソードの一本だ。監督業は僕に今までやって来たことを整理するいい機会になった。想像していたよりもいい結果を出せたと思う。」と述べている。